# Альмарса
Альмарса (ісп. Almarza) — муніципалітет в Іспанії, входить у провінцію Сорія у складі автономного співтовариства Кастилія-і-Леон. Муніципалітет розташований у складі района (комарки)  Тьєррас-Альтас. Площа 101,13 км². Населення 637 чоловік (на 2006 рік). Відстань до адміністративного центру провінції – 190 км.  